# Astracantha akscheherensis
Astracantha akscheherensis là một loài thực vật có hoa trong họ Đậu. Loài này được (Freyn & Bornm.) Greuter miêu tả khoa học đầu tiên năm 1986.